# 30 secondes sur New York
30 secondes sur New York est un roman écrit par Robert Buchard en 1971. Le titre du livre est une référence au film Trente Secondes sur Tokyo.

## Résumé
Alors que la Guerre Froide bat son plein, l'Armée Américaine met au point une machine de guerre censée riposter automatiquement en cas d'attaque nucléaire de la part de l'URSS ou n'importe quel autre pays ennemi. Le principe de cette arme consiste à lancer tous les missiles disponibles dans l'arsenal sans que cela puisse être interrompu ou stoppé afin de créer un sentiment de peur en cas de riposte. En parallèle et dans le plus grand secret, des officiers de l'armée chinoise imaginent un stratagème visant à lancer une attaque au cœur des États-Unis sans être tenu pour responsable.